# Patrick Blondeau
Patrick Blondeau (Marsiglia, 27 gennaio 1968) è un ex calciatore francese, di ruolo difensore.
È padre della modella ed attrice Thylane e di Ayrton.

## Palmarès

### Club

#### Competizioni nazionali
- Campionato francese: 1

Monaco: 1996-1997
- Coppa di Francia: 1

Monaco: 1990-1991